# Хендек (операция)
Операция «Хендек» (тур. Hendek operasyonları) — полномасштабная военная операция в рамках возобновленного турецко-курдского конфликта, начатая Вооружёнными силами Турции в населенных преимущественно курдами провинциях Диярбакыр, Мардин, Ширнак, Хаккяри, Муш, Батман и Элязыг. Проводилась с августа 2015 по начало марта 2016 гг. против боевиков Рабочей партии Курдистана, взявших под контроль города Нусайбин, Сур и Джизре и объявив о создании курдской автономии в составе Турции. 